# 1878 en chimie
Cet article présente les faits marquants de l'année 1878 en chimie.

## Évènements
- L'élément holmium, une terre rare, est identifié par les chimistes suisses Marc Delafontaine et Jacques-Louis Soret à Genève et indépendamment par Per Teodor Cleve en Suède[1],[2].
- Le chimiste suisse Jean Charles Galissard de Marignac isole l'ytterbium, un nouvel élément chimique du groupe des terres rares[1],[3].
- Le physiologiste allemand Wilhelm Kühne introduit le terme enzyme[1].

## Prix
- Médaille Davy : Louis Paul Cailletet et Raoul Pictet pour leurs recherches, conduites indépendamment mais simultanément, sur la condensation des gaz dits permanents[4],[5].

## Naissances
- 4 février[6] : Louis-Camille Maillard (mort en 1936), chimiste français.
- 29 mai : Winford Lee Lewis (mort en 1943), chimiste, militaire et inventeur américain.
- 7 ou 17 novembre[7] : Lise Meitner (morte en 1968), physicienne autrichienne naturalisée suédoise renommée pour ses travaux sur la radioactivité et la physique nucléaire. Elle a joué un rôle majeur dans la découverte de la fission nucléaire et à découvert le protactinium avec Otto Hahn en 1918[8].
- 8 décembre[9] : Eugene Cook Bingham (mort en 1945), professeur et chimiste américain.
- 23 décembre[10] : André Helbronner (mort en 1944), physicien, chimiste et inventeur français.
- Matthew Albert Hunter (mort en 1961), chimiste néo-zélandais.

## Décès
- 7 janvier[11] : François-Vincent Raspail (né en 1794), chimiste, médecin et homme politique français.
- 19 janvier[12] : Henri Victor Regnault (né en 1810), chimiste et physicien français.

- 20 mars[13] : Claude Auguste Lamy (né en 1820), chimiste français, codécouvreur du thallium avec William Crookes[14].

- 25 avril[15] : Faustino Malaguti (né en 1802), chimiste français.